# Frægðarversalda
Frægðarversalda är ett berg i republiken Island. Det ligger i regionen Suðurland, 110 km öster om huvudstaden Reykjavík. Toppen på Frægðarversalda är 646 meter över havet.
Trakten runt Frægðarversalda är nära nog obefolkad, med mindre än två invånare per kvadratkilometer. Det finns inga samhällen i närheten. Trakten runt Frægðarversalda består i huvudsak av gräsmarker.